# Praia de Juno

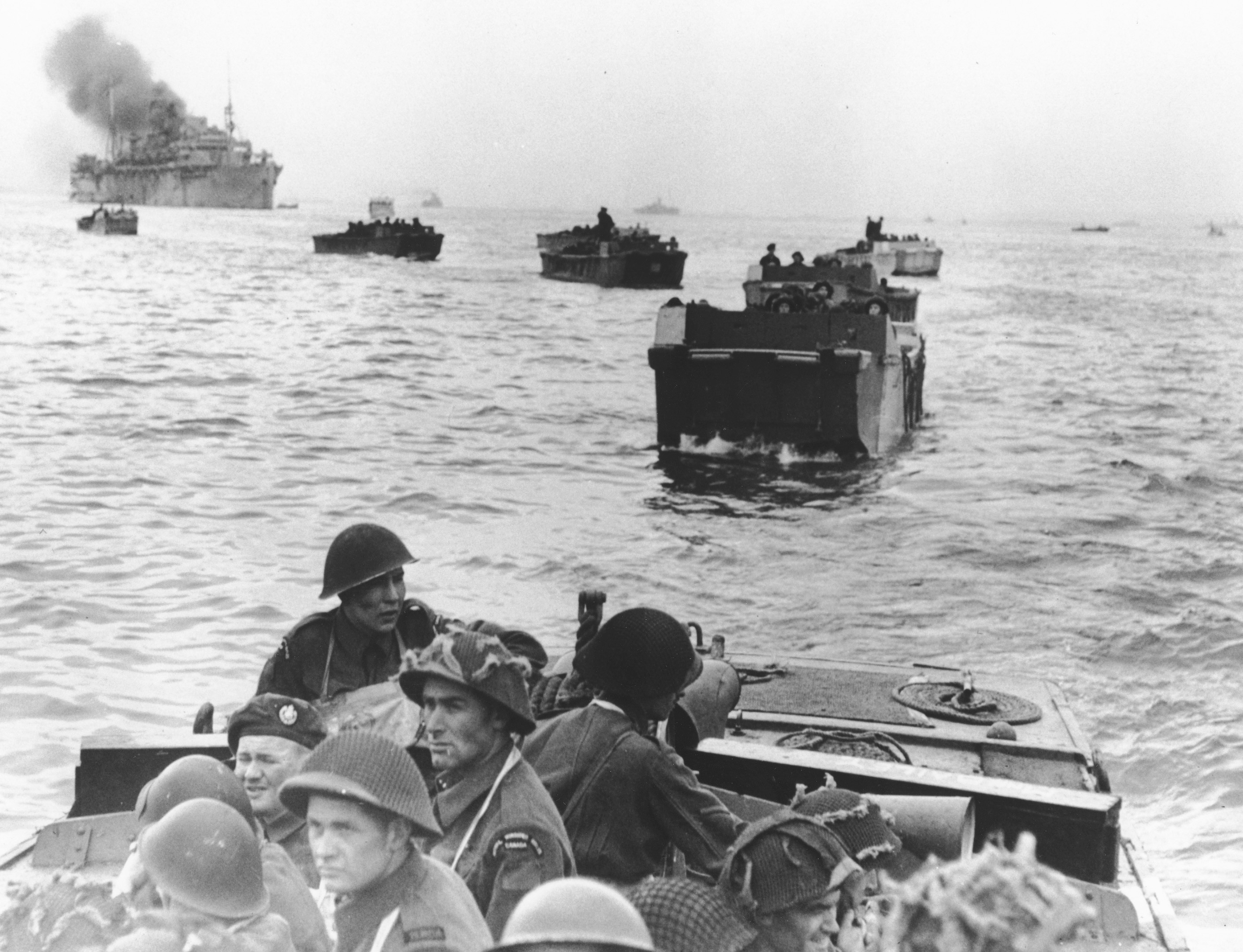
Forças canadenses se aproximando da praia Juno. 6 de junho de 1944.

Juno (em inglês: Juno Beach), chamada comummente de Praia Juno, foi o nome de código de um dos cinco setores de desembarque de praia do componente de assalto anfíbio da Operação Overlord ao território da França ocupada, em 6 de junho de 1944, durante a Segunda Guerra Mundial. A praia se estendia de Courseulles, uma vila a leste de Gold, até Saint-Aubin, ao lado da praia de Sword. Tomar Juno era responsabilidade principalmente do exército canadense, com o transporte marítimo, e bombardeios navais sendo feitos por navios das marinhas do Canadá e do Reino Unido, apoiados também por elementos navais da Forças Navais Francesas Livres, Defesa Marítima Norueguesa e outras embarcações Aliadas. O objetivos da 3ª divisão de infantaria canadense no Dia D era cortar a estrada Caen-Bayeux, capturar o aeroporto de Carpiquet a oeste de Caen e formar um link entre as duas praias (de Gold e Sword) tomadas pelos britânicos.
A praia era defendida por dois batalhões da 716ª Divisão de Infantaria alemão, enquanto elementos da 21.ª Divisão Panzer estavam em Caen.
Duas brigadas da 3ª Divisão Canadense desembarcou nos setores Mike e Nan, se focando em Courseulles, Bernières e Saint-Aubin. O bombardeio naval e aéreo preliminar iria enfraquecer as defesas alemãs nas praias e destruir suas principais armas costeiras. Tanques da 2ª Brigada Blindada canadense deveriam dar apoio terrestre aproximado. Uma vez que as zonas de desembarque estivessem seguras, o plano afirmava que a 9ª Brigada de Infantaria desembarcaria, enquanto os Royal Marines estabeleciam contato com a 3ª Divisão de Infantaria Britânica na Praia de Sword e a 7ª Brigada Canadense deveria se ligar com a 50ª Divisão Britânica na Praia de Gold.
Os desembarques inicias canadenses, a 6 de junho de 1944, enfrentaram pesada resistência dos defensores alemães; o bombardeio preliminar tinha sido menos eficiente do que o antecipado e o tempo ruim durante a primeira onde atrasou as operações. Vários ataques feitos por pequenas companhias conseguiram abrir buracos nas linhas alemãs, mas a um alto preço em vidas. A força dos números, além de apoio coordenado de fogo de artilharia e esquadrões blindados, limparam as defesas costeiras dentro de duas horas após a primeira onda de desembarque. As reservas da 7ª e 8ª Brigadas de infantaria canadense começaram a aportar seus homens as 08:30h (junto com os fuzileiros britânicos), enquanto a 9ª Brigada desembarcou as 11:40h.
O avanço subsequente terra adentro até Carpiquet e a ferrovia Caen–Bayeux encontraram resultados mistos. A superioridade em números e equipamentos dos Aliados nas praias garantiu a vitória, mas tamanho número de combatentes desembarcando ao mesmo tempo causou congestionamento e atrasou os ataques ao sul. A 7ª Brigada Canadense encontrou mais resistência dos defensores da região antes de conseguirem avançar rumo a sul e fizeram contato com a 50ª Divisão britânica em Creully. Combates violentos também foram reportados em Tailleville, enquanto Carpiquet caiu em 24 horas. A resistência alemã em Saint-Aubin evitou que os fuzileiros britânicos conseguissem fazer contato com as tropas inglesas que desembarcavam na Praia de Sword.
As 21h as operações anglo-canadenses que partiram de Juno foram se detiveram por ordens do comando central, com as forças canadenses conquistando seus objetivos estabelecidos até o fim do primeiro dia de desembarque.